# La Jubaudière

La Jubaudière este o comună în departamentul Maine-et-Loire, Franța. În 2009 avea o populație de 1,231 de locuitori.